# Kanton Béthune-Est
Kanton Béthune-Est (francouzsky Canton de Béthune-Est) byl francouzský kanton v departementu Pas-de-Calais v regionu Nord-Pas-de-Calais. Tvořilo ho šest obcí. Zrušen byl po reformě kantonů 2014.

## Obce kantonu
- Béthune (východní část)
- La Couture
- Essars
- Hinges
- Locon
- Vieille-Chapelle
- Verquigneul